# Universal Stylus Initiative
Universal Stylus Initiative （ユニバーサル スタイラス インニシアティブ、USI）は、スマートフォン、タブレット、コンピュータなどのタッチスクリーンデバイスで相互運用可能なスタイラスの独自の技術標準を推進している企業の非営利団体。 
スタイラスとコンピューター間の双方向通信プロトコルを定義している。スタイラスがインクの色とストロークに関する情報を記憶できる仕組みになっている。複数のスタイラスを1つのデバイスに同時に描画ができる。 9軸慣性計測に対応している。 
2020年の時点で、仕様へのアクセスはメンバーのみが利用できる仕組みをとっている。目標は、メンバーの認定プログラムを使用して、オープンで非独占的なアクティブスタイラス仕様を作成することしている。   
2019年の時点で、Googleと3Mを含む30を超えるメンバーが参加している。なお、類似の事業を営む、Appleやマイクロソフトなどの企業は参加していない 。
USIは2019年から、さまざまなメーカーの複数のChromebookなどを筆頭に、市場投入され始めた。 